# SiegedSec
SiegedSec, сокращение от Sieged Security, — группа криминальных хакактивистов, обычно называемая «Гей-фурри-хакерами», которая совершила ряд громких кибератак, включая кибератаки на НАТО, Национальную лабораторию Айдахо и Real America's Voice. 10 июля 2024 года, после кибератаки на Heritage Foundation, группа объявила о самороспуске, чтобы избежать более пристального внимания со стороны ФБР.

## Описание
SiegedSec возглавлял человек под псевдонимом «vio». Telegram-канал SiegedSec был впервые создан в апреле 2022 года, и группа обычно называла себя «гей-фурри-хакерами». SiegedSec нацелена на широкий спектр организаций, начиная от межправительственных организаций, таких как НАТО, и федеральных исследовательских учреждений, таких как Национальная лаборатория Айдахо, и заканчивая организациями правых движений, такими как фонд «Наследие», Real America's Voice и различными штатами США, которые приняли законодательные решения, направленные против ухода за здоровьем трансгендеров.

## Заметные кибератаки

### Atlassian
14 февраля 2023 года SiegedSec украла данные крупного австралийского поставщика программного обеспечения Atlassian с использованием украденных учётных данных сотрудников. В результате этого взлома были затронуты записи 13 000 сотрудников. SiegedSec также смогла получить планы помещений Atlassian.

### Движение #OpTransRights
В июне 2023 года SiegedSec атаковала несколько правительственных учреждений США в знак протеста против законопроектов, направленных против гендерного равенства. Хакеры опубликовали множество данных, включая данные правительств Форт-Уэрта, Верховного суда Небраски и полиции Южной Каролины.
В апреле и мае 2024 года SiegedSec начала свою вторую операцию по защите прав трансгендеров #OpTransRights2. Хакеры успешно атаковали и украли данные из Real America's Voice и церкви Ривер-Вэлли.

### Коннектикутский университет
В июле 2023 года SiegedSec разослала серию поддельных электронных писем студентам Университета Коннектикута, использующим LISTSERV, ложно сообщив о «печальной кончине Раденки Марич» (президента университета). Во время интервью газете The Hartford Courant, «vio» взял на себя ответственность за инцидент, рассказал об уязвимости, которая позволила им осуществить взлом, и сказал, что они «сделали это ради лулзов».

### НАТО
В 2023 году SiegedSec дважды взломала порталы НАТО. В результате утечки в общей сложности было украдено более 3000 внутренних документов. Взломанными оказались порталы Joint Advanced Distributed Learning, NATO Lessons Learned Portal, Logistics Network Portal, Communities of Interest Cooperation Portal, NATO Investment Division Portal и NATO Standardization Office. Вскоре после инцидента НАТО объявило, что будет расследовать кибератаку.

### Bezeq
30 октября 2023 года SiegedSec взломала Bezeq, одного из крупнейших израильских телекоммуникационных провайдеров. Хакеры опубликовали информацию о почти 50 000 клиентах.

### Национальная лаборатория Айдахо
В ноябре 2023 года система управления персоналом Oracle Национальной лаборатории Айдахо была взломана, что привело к утечке личных данных сотрудников. Хакеры потребовали, чтобы лаборатория провела исследования по «созданию реальных девушек-кошек» в обмен на удаление данных. 7 февраля 2024 года ряд сотрудников получили по почте запросы о выплате выкупа с их данными.

### Фонд «Наследие»
В июле 2024 года SiegedSec объявила, что они взломали и украли данные из консервативного аналитического фонда «Наследие», который руководил разработкой предложений по Проекту 2025. Они опубликовали заявление в Telegram, назвав эти предложения «авторитарным планом христианских националистов по реформированию правительства Соединенных Штатов». Представитель «Наследия» назвал атаки «ложью и преувеличением», заявив, что все базы данных, системы и веб-сайты остаются в безопасности. Хакерская группа опубликовала записи разговора по Signal между «vio» и исполнительным директором «Наследия» Майком Хауэллом, в котором тот заявил, что он в сотрудничестве с ФБР «находится в процессе выявления и (sic) раскрытия личности членов вашей группы».

#### Содержание чатлога
«эти чатлоги опубликованы SiegedSec, этот чат состоялся по Signal.»
Майк Хауэлл:
Это Майк Хауэлл из проекта Heritage Foundations по надзору за деятельностью Фонда наследия
Я бы хотел поболтать с вами
Не могли бы вы мне позвонить или воспользоваться каким-либо другим способом связи
vio:
привет! к сожалению, я не могу позвонить, могу только переписываться. если у вас есть другая платформа, которую вы бы предпочли, я готов адаптироваться к ней, насколько смогу.
Майк Хауэлл:
Эта платформа подойдёт
Чего вы добиваетесь или кому угрожаете?
vio:
мы хотим донести идею и пролить свет на то, кто именно поддерживает фонд «Наследие». мы не хотим ничего большего, ни денег, ни славы. мы категорически против «проекта 2025» и всего, за что выступает фонд «Наследие».
Майк Хауэлл:
Вот почему вы взломали нас?
Только ради этого?
vio:
да. должно быть очевидно, что это всё, чего мы хотим, основываясь на нашей истории как хактивистской группы, — мы не ищем денег.
Майк Хауэлл:
Ок слушай меня внимательно
Мы находимся в процессе выявления и раскрытия личности членов вашей группы
Репутации и жизни будут разрушены
Скрытые Фурри будут представлены миру как дегенеративные извращенцы, которыми они и являются
Вы не сможете спрятаться
Ваши средства ничтожны по сравнению с моими. Теперь вы можете либо сдаться властям, либо сотрудничать
vio:
ни один из наших членов не будет опознан или выдан вашей организацией, построенной на ненависти. единственные, кто заслуживает разрушения, — это те, кто работает в вашей организации.
вы хотите, чтобы я сотрудничал? в чём, в распространении дезинформации и ненависти? мы не будем выступать против собственного народа.
Майк Хауэлл:
Ваш собственный народ восстал против природы. Мы только ускорим этот цикл.
vio:
у природы нет определённого набора правил, нет авторитета, как и должно быть. люди могут делать всё, что хотят, и всё же вы поддерживаете организацию, которая причиняет вред невинным людям. почему? как вы можете оправдывать это перед самим собой, зная, что угрожаете правам и жизням других людей? люди, которых ты ненавидишь, могут быть кем угодно: твоим другом, твоей мамой, твоим братом или сестрой.
Майк Хауэлл:
Бог создал природу, а законы природы порочны. Вот почему вам приходится надевать костюм извращённого животного, чтобы удовлетворить свои сексуальные пристрастия.  Вот почему вы вынуждены прятаться, как трусы.
Вы нарушили наши права и закон.  У вас нет права обсуждать подобные вопросы
vio:
права, нарушаемые вашей организацией, будут в 10 раз хуже любого преступления, совершённого мной. вы не будете следовать за богом, если будете использовать религию как опору для ненависти к людям. в то время как я прячусь за ширмой, чтобы бороться за свои права, вы прячетесь за религией, чтобы нападать на права других.
Майк Хауэлл:
Хотите ли вы встретиться виртуально или отправить своего представителя для личной встречи
vio:
я бы хотел, чтобы меня оставили в покое и никто не угрожал моим правам.
Майк Хауэлл:
Ты в курсе, что не сможешь надеть костюм пушистого тигра, когда тебя будут ебать в федеральной тюрьме, куда я отправлю тебя в следующем году?
vio:
такой непрофессиональный тон со стороны исполнительного директора, вы не будете возражать, если я поделюсь этим? :3
Майк Хауэлл:
Пожалуйста, делись этим с другими.  Я надеюсь, что слух об этом распространится так же быстро, как ЗППП в вашем дегенеративном фурри сообществе.
vio:
мяу :3
(изображение кота :3)
Майк Хауэлл:
Зоофилия — странный грех. Это показывает, что вы зашли слишком далеко в попытках утолить свой извращенный аппетит.
vio:
твоё мнение по ворарефилии
Майк Хауэлл:
Мой тебе совет: выберись из мамочкиного подвала, погладь рубашку, купи девушке выпить и пригласи ее на свидание, вместо того чтобы искать в гугле новые отклонения, на которых ты мог бы зациклиться
vio:
привет, я пишу пост о тебе. ты бы хотел, чтобы я немедленно опубликовал твой комментарий публично, или сначала немного тебя подразнить? :D
Майк Хауэлл:
что бы вы ни предпочли, я связан с ФБР, которое опубликовало приказ 2702 в ваших социальных сетях.
вы не настолько скрытны для своей работы
(скриншот нашей транзакций с биткоин-кошельков).
vio:

боже, ты научился просматривать публичную историю моего биткоин-адреса!!! молодец, чел, я горжусь тобой :D

## Коллаборации

### Anonymous Sudan
8 ноября 2023 года SiegedSec совместно с Anonymous Sudan заявили о взломе израильской телекоммуникационной компании Cellcom в ходе операции против Израиля во время конфликта между Газой и Израилем.
14 ноября 2023 года SiegedSec и Anonymous Sudan опубликовали сообщение о предполагаемой атаке на критически важную инфраструктуру (включая BACnet и устройства спутниковой системы навигации) на территории Израиля в рамках той же операции против Израиля.

### Five Families
В августе 2023 года был основан альянс хакерских групп, состоящий из хакеров SiegedSec, Ghost Security, BlackForums, ThreatSec и Stormous Ransomware.

### ByteMeCrew
В декабре 2023 года SiegedSec объявила о партнёрстве с хактивистской группой ByteMeCrew, заявив о взломе приложения TheTruthSpy, предназначенного для защиты от вредоносных программ. Обе группы сотрудничали с maia arson crimew, чтобы сообщить о взломе в рамках продолжающейся борьбы с программным обеспечением.

### KittenSec
SiegedSec сотрудничала с хактивистской группой KittenSec во время атак на Румынию, Грецию, Францию, Чили, Панаму и Италию.

## Самороспуск
После публикации чатлогов с представителем фонда «Наследие» SiegedSec объявили, что они будут расформированы «ради нашего собственного психического здоровья, стресса от массовой огласки и для того, чтобы избежать внимания ФБР».

## Расследования
После нападения на Национальную лабораторию Айдахо было объявлено, что ФБР, а также Агентство по кибербезопасности и защите инфраструктуры обратились за помощью в расследовании кибератаки.
После предполагаемого взлома НАТО объявило, что расследует сообщения о доступе к базе данных в своей инфраструктуре. Официальный представитель НАТО заявил, что это не повлияло на миссии, операции или развёртывание войск, однако для повышения безопасности были приняты дополнительные меры кибербезопасности.